# Beaumont-le-Hareng

Beaumont-le-Hareng este o comună în departamentul Seine-Maritime, Franța. În 1 ianuarie 2022 avea o populație de 259 de locuitori.